# Fuego (película de 1996)
Fire (en español Fuego) es una película de 1996 escrita y dirigida por Deepa Mehta, y protagonizada por Shabana Azmi y Nandita Das. Es la primera película de la trilogía "Elementos" de Mehta. Está seguida por Tierra (1998) y Agua (2005). 
La película está ligeramente basada en la historia de 1941 Lihaf (La Manta), de Ismat Chugtai Se trata de la primera película india que muestra de forma explícita relaciones homosexuales. Tras su estreno en 1998 en la India, grupos hindúes de derechas realizaron diversas protestas violentas, provocando una oleada de diálogo público sobre temas como la libertad de expresión y la homosexualidad.

## Argumento
La película se sitúa en la actual Delhi, en la India, en un hogar compartido que lleva un negocio de comida rápida y videoclub en la parte de abajo de la casa de dos pisos. Las protagonistas son dos cuñadas, las cuales se han unido a la familia a través de matrimonios de conveniencia: Sita (Nandita Das), recién casada con el hijo más joven Jatin (Javed Jaffrey); y Radha (Shabana Azmi), casada con el hijo mayor Ashok (Kulbhushan Kharbanda) desde hace 15 años. 
Ambas parejas son infelices. Jatin, presionado para contraer matrimonio por parte de su familia, ignora a Sita y continua viendo a su novia china. Ashok ha decidido convertirse en un tapasiá (un asceta) tras descubrir que Radha es infértil, y para demostrar su determinación en el celibato la usa a ella desde hace 13 años. Las dos mujeres se dirigen la una a la otra para buscar consuelo, y se convierten en amantes. 